# Egoitz Jaio Gabiola
Egoitz Jaio Gabiola (Abadiño, 13 d'agost de 1980) és un futbolista professional basc, ja retirat, que ocupava la posició de defensa.

## Trajectòria esportiva
Passa els seus primers anys professionals a l'Athletic Club, tot i que no passa de l'equip filial, a la Segona B. Deixa l'equip de San Mamés el 2002, i milita en equips de la categoria d'argent, com el Racing de Ferrol (dues etapes), Algeciras CF i Nàstic de Tarragona, amb qui aconsegueix l'ascens a la màxima categoria.
Eixe estiu fitxa pel CD Numancia. Amb l'equip sorià aconsegueix un nou ascens a la màxima categoria el 2008, debutant a primera divisió a l'any següent. Disputa amb el Numancia només cinc partits, i els castellans perden la categoria.